# Ка-102
Ка-102 — перспективный российский вертолёт, разработанный конструкторским бюро российского холдинга «Вертолёты России», представляющий собой многоцелевое воздушное судно, приспособленное для перевозки как грузов, так и людей.
Ка-102 рассматривается, прежде всего, как гражданское воздушное судно, позволяющее осуществлять перевозку от 80 до 90 пассажиров при максимальной скорости полёта в 500 км/ч, что в свою очередь не имеет аналогов в мире. Помимо выполнения функции пассажироперевозок, вертолёт Ка-102 может также активно применяться и для перевозки всевозможных грузов, чему способствует высокий показатель грузоподъёмности, причём, не исключается, что впоследствии вертолёт может быть также приспособлен и под военные нужды, однако, в настоящий момент, речь об этом не идёт.

## Разработка
По данным на 2015 год, разработка этого летательного аппарата активно продолжается. 
Ожидается, что свои первые испытания вертолёт Ка-102 сможет пройти уже в 2020 году, однако, учитывая достаточно высокую сложность проекта, эта дата может быть перенесена и на более поздний срок.

## Конструкция
Вертолёт Ка-102 обладает четырьмя воздушными винтами, два из которых обеспечивают вертолёту перемещение в вертикальном направлении (продольная схема), а два других – в горизонтальном (винтокрыл, аналогично Eurocopter X3). 
Вертолёт имеет достаточно необычный дизайн, в частности, относится это и к аэродинамической формам фюзеляжа, а также к ряду конструктивных решений, определённо вносящих вклад в его лётно-технические характеристики. 
В общем и целом, конструкция воздушного судна внешне напоминает компоновку американского военного вертолёта Boeing CH-47 Chinook, однако по своей сути, в техническом плане, обе модели весьма сильно отличаются друг от друга.
Силовая установка вертолёта, согласно предполагаемому проекту его создания, будет состоять из двух газотурбинных двигателей, однако, истинная мощность каждого из них на текущий момент не раскрывается. 
Предполагается, что максимальная дальность полёта вертолёта может составить порядка 1100 километров.

## Тактико-технические характеристики
Технические характеристики
- Экипаж: 2 человека
- Пассажировместимость: 80-90 человек
- Грузоподъёмность: 5000 кг
- Длина: 36,2 м
- Диаметр несущего винта: 18,2 м
- Высота: 5,3 м
- Масса пустого: 14 600 кг
- Нормальная взлётная масса: 11 000 кг
- Максимальная взлётная масса: 30 000 кг
- Силовая установка: 2 ×

Лётные характеристики
- Максимальная скорость:  500 км/ч
- Крейсерская скорость: 420 км/ч
- Практическая дальность: 1100 км